# Ladányi Sándor
Ladányi Sándor (Kisújszállás, 1937. február 1. – ?, 2014. július 12.) református teológus, levéltáros, egyháztörténész, egyetemi tanár.

## Életpályája
Jeles eredménnyel fejezte be a Budapesti Közgazdasági Technikumot, majd 1955-től 1957-ig az Építőipari és Közlekedési Műszaki Egyetem mérnöki karának hallgatója volt. Ezt azonban egy idő után elhagyva átjelentkezett a Budapesti Református Teológiai Akadémiára. 1962-ig tanult teológiát, és 1963-ban szerezte meg a lelkészi oklevelet. 1962-től 1964-ig Fóton, Bián és Bicskén működött segédlelkészként. 1964 és 1979 között a Dunamelléki Református Egyházkerület Ráday levéltárában dolgozott, amelynek igazgatói tisztét is viselte. Ezzel párhuzamosan 1966 és 1969 között elvégezte az Eötvös Loránd Tudományegyetem történelem szakját, és középiskolai tanári diplomát kapott. 1970 és 1973 között szintén az Eötvös Loránd Tudományegyetemen levelező képzésben a levéltár szakot végezte el. 1973-as bölcsészdoktori diplomáját 1996-ban a Károli Gáspár Református Egyetem Hittudományi Karának teológiai doktori oklevele követte.
1979-től a Budapesti Református Teológiai Akadémia (1993-tól Károli Gáspár Református Egyetem Hittudományi Kara) Magyar Egyháztörténeti Tanszéken tanított, és 2007. február 1-jéig tanszékvezető is volt. Tanított a Károli Gáspár Református Egyetem Bölcsészettudományi Karán is óraadóként. 2007-ben nyugdíjba vonult és emeritus professzorként tovább tanított a Hittudományi Karon. 2012-ben fejezte be oktatói tevékenységét, és hosszú betegség után 2014-ben hunyt el 77 éves korában.
Szerkesztette A Károli Gáspár Református Egyetem Hittudományi Karának története 1855–2005 című kötetet, illetve előkészítette Zoványi Jenő egyháztörténeti lexikonjának (Magyarországi protestáns egyháztörténeti lexikon, 1977) javított kiadását.